# 23P/Brorsen-Metcalf
23P/Brorsen-Metcalf este o cometă periodică de tip Halley din sistemul solar cu o perioadă orbitală de aproximativ 70,5 ani. A fost descoperită de Theodor Brorsen pe 20 iulie 1847.